# Allanagrus
Allanagrus is een geslacht van vliesvleugeligen uit de familie Mymaridae. De wetenschappelijke naam van dit geslacht is voor het eerst geldig gepubliceerd in 1989 door Noyes & Valentine.

## Soorten
Het geslacht Allanagrus omvat de volgende soorten:
- Allanagrus aurum (Girault, 1938[2])
- Allanagrus gladius (Girault, 1915[3])
- Allanagrus magniclava Noyes & Valentine, 1989[1]
- Allanagrus mayeri (Girault, 1912[4])
- Allanagrus montanus Manickavasagam & Palanivel, 2017[5]
- Allanagrus occidentalis Huber & Triapitsyn, 2017[6]
- Allanagrus orientalis Manickavasagam & Palanivel, 2017[5]

A. aurum, A. gladius en A. mayeri komen voor in Australië; A. magniclava in Nieuw-Zeeland; A. montanus en A. orientalis zijn aangetroffen in India (Tamil Nadu). A. occidentalis is ontdekt in Gabon.